# Grupo N

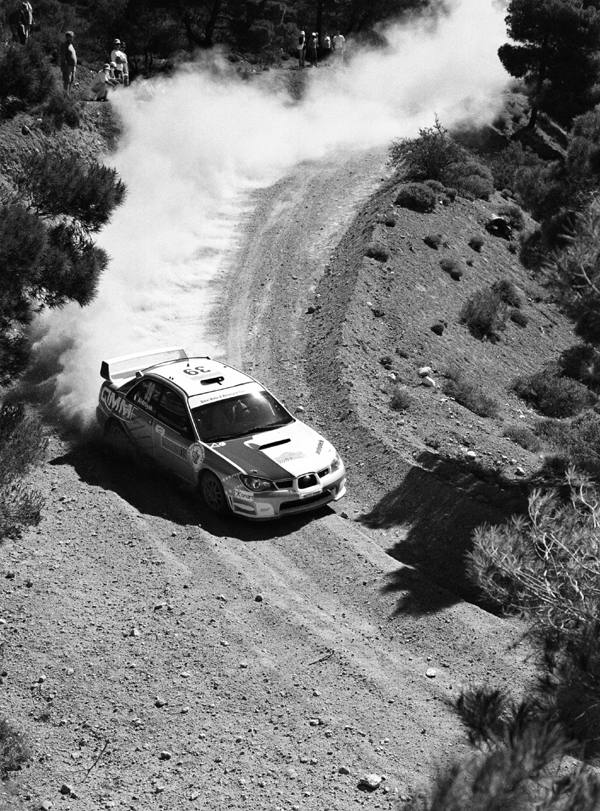
Um Subaru Impreza WRX STI no Rali da Acrópole de 2006

Grupo N é o conjunto de regras definido pela FIA para automóveis de competição baseados em veículos de produção.
Contrasta com os veículos do Grupo A, estes, apesar de baseados em automóveis comerciais, são construídos especificamente para competição. Os carros do Grupo N possuem limitações com relação às modificações feitas além das especificações dos automóveis à venda ao público. As regras do Grupo N foram lançadas pela FIA em 1982 para substituir o extinto Grupo 1.
Para obter a homologação, uma quantidade mínima de 2.500 carros do modelo de competição devem ser produzidos em um ano, dentro de pelo menos 25.000 carros fabricados (ex: 2500 Subaru Impreza WRX, de 25.000 Subaru Impreza).

## Rali

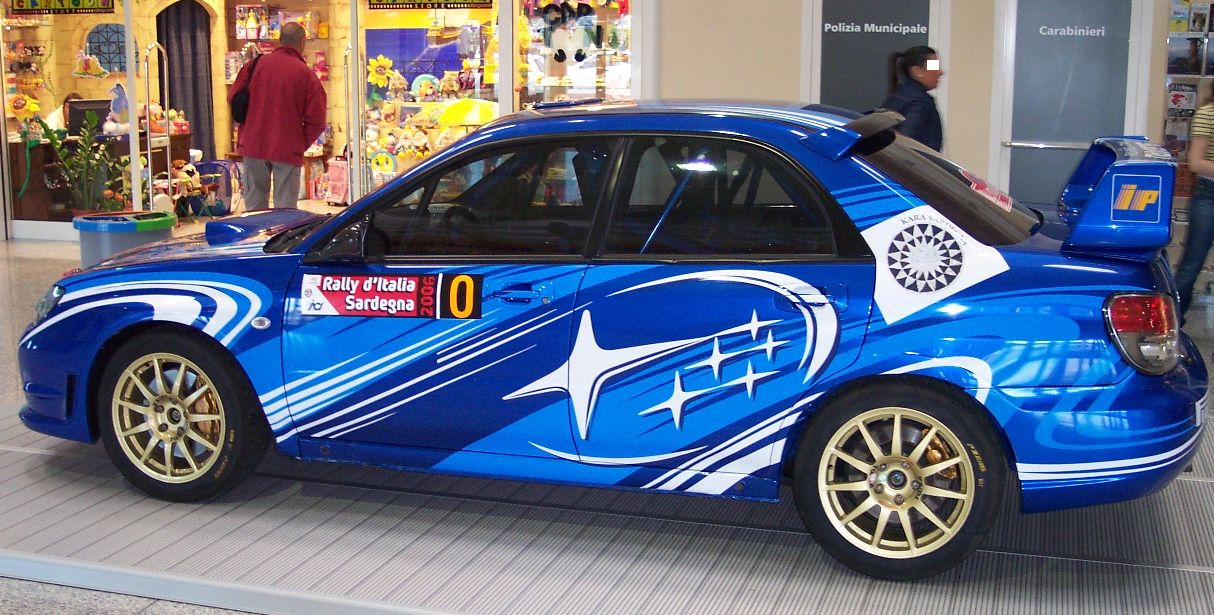
Subaru Impreza WRX STI

Nos ralis, o Campeonato Mundial de Rali de Automóveis de Produção é disputado sob as regras do Grupo N. Os carros utilizados são veículos de rua modificados, em geral basedos nas versões turbo e tração nas quatro rodas de carros pequenos como o Subaru Impreza WRX e Mitsubishi Lancer Evolution, dentro de uma vasta gama de veículos homologados pela FIA para uso no Grupo N.
A quantidade de modificações permitidas é restrita - poucas modificações mecânicas ao motor são permitidas (exceto a redução de peso dentro de limites estabelecidos) apesar do uso e escolha da unidade de controle do motor (ECU na sigla em inglês) ser livre, e liberar uma maior potência do motor, a maioria das modificações permitidas visam ampliar a longevidade do carro ao invés do desempenho.
Originalmente, as regras exigiam a permanência do interior original do veículo (incluindo o banco traseiro), no entanto mais tarde as regras foram alteradas para permitir a remoção da decoração interna, salvo o painel de instrumentos e a substituição do acabamento da porta. A substituição de molas e amortecedores é livre, assim como a das peças internas da transmissão, desde que se respeitem as relações de engrenagem e trocas de marcha/velocidade homologados. Permite-se também o reforço de componentes da suspensão e carroceria, desde que não alterem seu princípio de funcionamento.
A FIA e diversas associações nacionais de automobilismo seguem uma tendência de basear os campeonatos de rali no Grupo N, uma tentativa de reduzir custos e reforçar a ligação entre o automobilismo e o carro utilizado pelo público, além de reduzir o impacto ambiental do esporte.

## Carros turismo

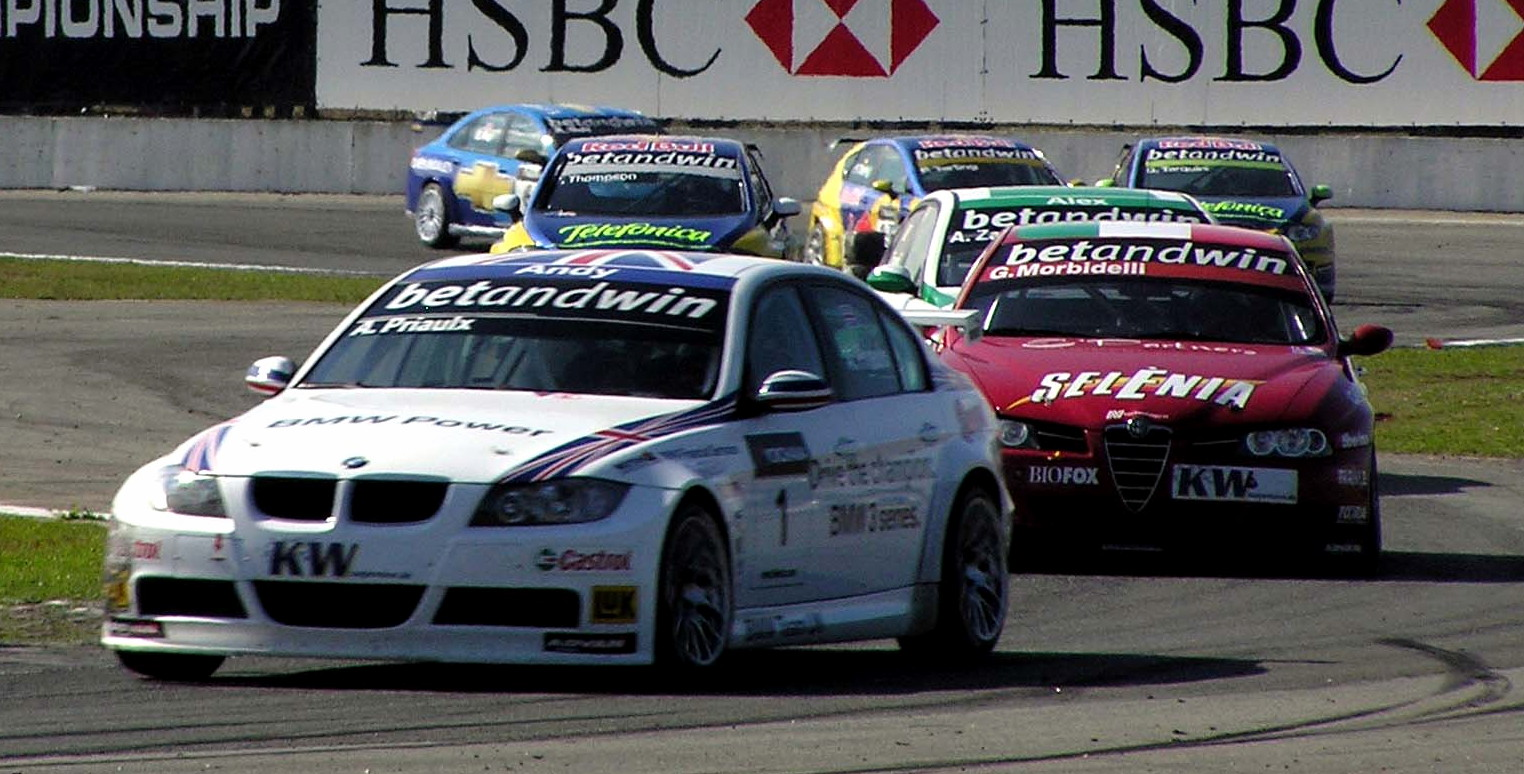
Corrida do WTCC em Curitiba

Enquanto o Grupo A se tornou a categoria padrão para competições de carros turismo, o Grupo N ganhou espaço como uma classe mais econômica para os campeonatos nacionais de carros turismo. Muitos países mantiveram dois campeonatos nacionais, um para o Grupo A e outro para o Grupo N. A categoria ganhou espaço com o fim da classe supertouring no final da década de 1990, e o fim de algumas restrições, permitindo um maior número de modificações, sob o nome de "superproduction"
A categoria ainda é utilizada para competições em autódromos no mundo todo, em especial no Japão com a Super Taikyu (スーパー耐久, Suupaa Taikyu), além da Itália. Os veículos do WTCC fazem parte do Grupo N, porém são modificados para as especificações Super 2000.